# Pietro Vitalini
Pietro Gianni Vitalini (ur. 29 czerwca 1967 w Bormio) – włoski narciarz alpejski. Najlepsze wyniki w Pucharze Świata osiągnął w sezonie 1996/1997, kiedy to zajął 17. miejsce w klasyfikacji generalnej, a w klasyfikacji zjazdu był siódmy. Najlepszym wynikiem Vitaliniego na mistrzostwach świata było 7. miejsce w zjeździe podczas mistrzostw świata w Sestriere. Zajął także 13. miejsce w zjeździe i 16 w supergigancie na Igrzyskach w Lillehammer.

## Sukcesy

### Puchar Świata

#### Miejsca w klasyfikacji generalnej
- 1987/1988 – 115.
- 1989/1990 – 90.
- 1991/1992 – 102.
- 1992/1993 – 39.
- 1993/1994 – 30.
- 1994/1995 – 27.
- 1995/1996 – 39.
- 1996/1997 – 17.
- 1997/1998 – 98.
- 1998/1999 – 61.

#### Miejsca na podium
1. Garmisch-Partenkirchen – 10 stycznia 1993 (zjazd) – 2. miejsce
2. Aspen – 5 marca 1994 (zjazd) – 3. miejsce
3. Vail – 2 grudnia 1995 (supergigant) – 3. miejsce
4. Garmisch-Partenkirchen – 22 lutego 1997 (zjazd) – 2. miejsce
5. Kitzbühel – 2 marca 1997 (zjazd) – 2. miejsce